# Shangshuai
Shangshuai (kinesiska: 上帅) är en köping i sydöstra Kina. Den ligger i Lianshan härad i staden Qingyuan i provinsen Guangdong, omkring 180 kilometer nordväst om provinshuvudstaden Guangzhou. Antalet invånare är 3 163. Befolkningen består av 1 549 kvinnor och 1 614 män. Barn under 15 år utgör 28,0 %, vuxna 15-64 år 59 %, och äldre över 65 år 12,0 %.